# Dariusz Jabłoński
Dariusz Jabłoński (Chełm, 28 de abril de 1973) es un deportista polaco que compitió en lucha grecorromana.
Ganó una medalla de oro en el Campeonato Mundial de Lucha de 2003 y cuatro medallas en el Campeonato Europeo de Lucha entre los años 1997 y 2002.
Participó en tres Juegos Olímpicos de Verano, ocupando el octavo lugar en Atlanta 1996, el 19.º lugar en Sídney 2000 y el 15.º en Atenas 2004.

## Palmarés internacional
| Campeonato Mundial | Campeonato Mundial    | Campeonato Mundial | Campeonato Mundial |
| Año                | Lugar                 | Medalla            | Categoría          |
| ------------------ | --------------------- | ------------------ | ------------------ |
| 2003               | Créteil (Francia)     | Medalla de oro     | 55 kg              |
| Campeonato Europeo |                       |                    |                    |
| Año                | Lugar                 | Medalla            | Categoría          |
| 1997               | Kouvola (Finlandia)   | Medalla de oro     | 54 kg              |
| 1999               | Sofía (Bulgaria)      | Medalla de plata   | 54 kg              |
| 2001               | Estambul (Turquía)    | Medalla de bronce  | 54 kg              |
| 2002               | Seinäjoki (Finlandia) | Medalla de bronce  | 55 kg              |